# Ambasada Libii przy Stolicy Apostolskiej
Ambasada Libii przy Stolicy Apostolskiej – misja dyplomatyczna Państwa Libii przy Stolicy Apostolskiej. Ambasada mieści się w Rzymie, w pobliżu Watykanu.

## Historia
Stosunki dyplomatyczne pomiędzy Stolicą Apostolską a Libią zostały ustanowione 10 marca 1997.